# Genilac
Genilac is een gemeente in het Franse departement Loire (regio Auvergne-Rhône-Alpes). De plaats maakt deel uit van het arrondissement Saint-Étienne. Genilac telde op 1 januari 2022 3.821 inwoners.

## Geografie
De oppervlakte van Genilac bedroeg op 1 januari 2022 8,67 vierkante kilometer; de bevolkingsdichtheid was toen 440,7 inwoners per km².

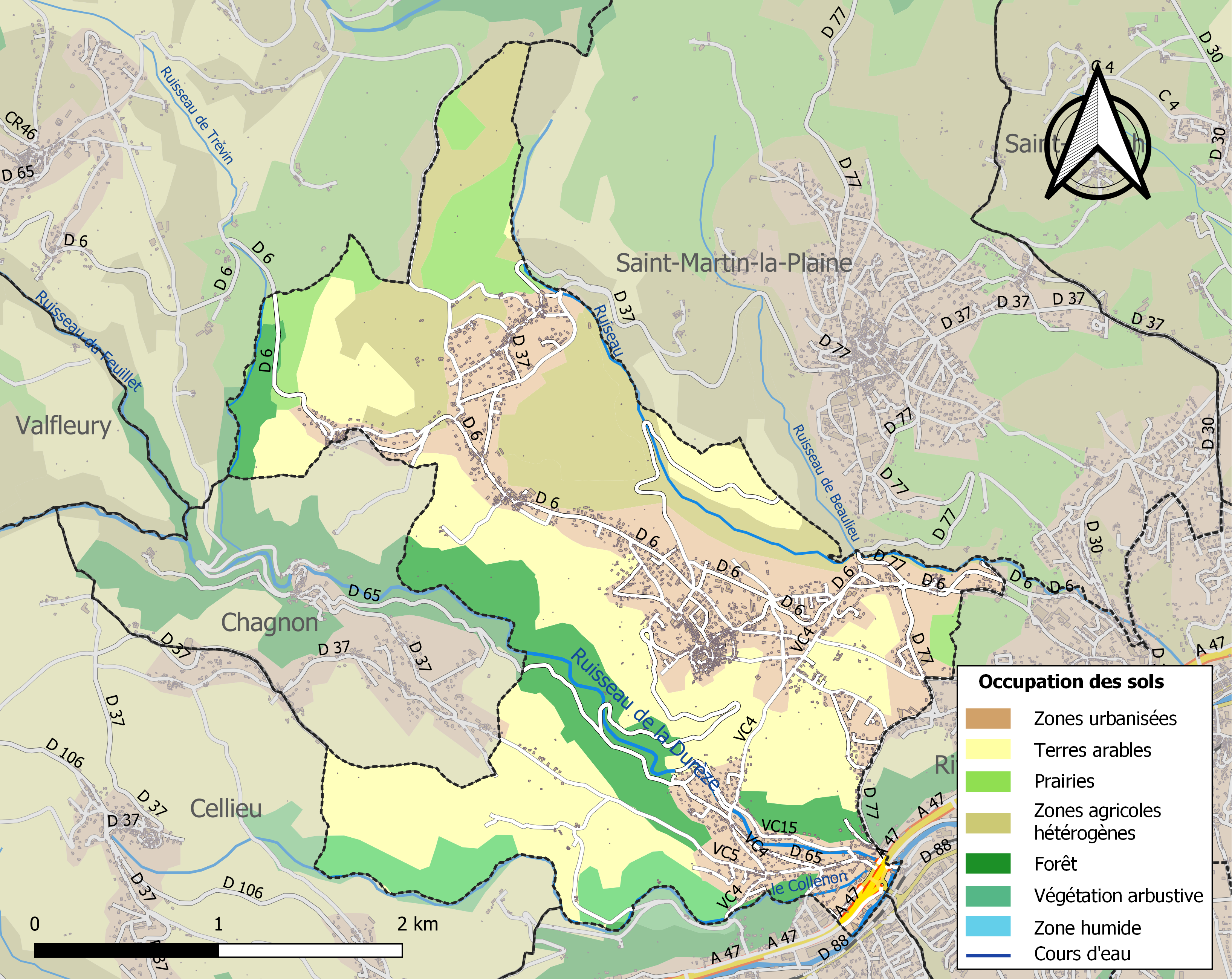
Kaart van de gemeente met de belangrijkste infrastructuur, bodemgebruik en omliggende gemeenten

## Geschiedenis
Deze gemeente is ontstaan in 1973 door de samenvoeging van de gemeenten Saint-Genis-Terrenoire en La Cula, die tot 1794 ook één gemeente vormden.

## Demografie
Onderstaande figuur toont het verloop van het inwonertal (bron: INSEE-tellingen).